# Asphodeline lutea
L'asfodelo giallo (Asphodeline lutea (L.) Rchb.) è una pianta della famiglia Asphodelaceae.

## Usi

### Cucina
In Puglia i gambi dell'asfodelo giallo ("avuzze", "aveluzze", "averusce"), raccolti prima che sbocci il fiore, vengono scottati con acqua e aceto e conservati sott'olio. Le foglie vengono tuttora usate per confezionare un prodotto caseario tipico pugliese, la burrata.
In alcune zone della Sicilia i gambi dell'asfodelo giallo vengono raccolti, privati delle foglie esterne, tagliati a metà e cucinati con un sugo o in frittate.
Durante la seconda guerra mondiale la pianta nel meridione d'Italia costituì un buon supporto alimentare per chi aveva scarsezza di cibo.